# Schiavon
Schiavon est une commune italienne de la province de Vicence dans la région Vénétie en Italie.

## Administration
| Période                                  | Période | Identité     | Étiquette    | Qualité |
| ---------------------------------------- | ------- | ------------ | ------------ | ------- |
| 2009                                     | -       | Mirella Cogo | centre droit |         |
| Les données manquantes sont à compléter. |         |              |              |         |

### Hameaux
Longa

### Communes limitrophes
Breganze, Marostica, Mason Vicentino, Nove, Pozzoleone, Sandrigo

### Galerie de photos

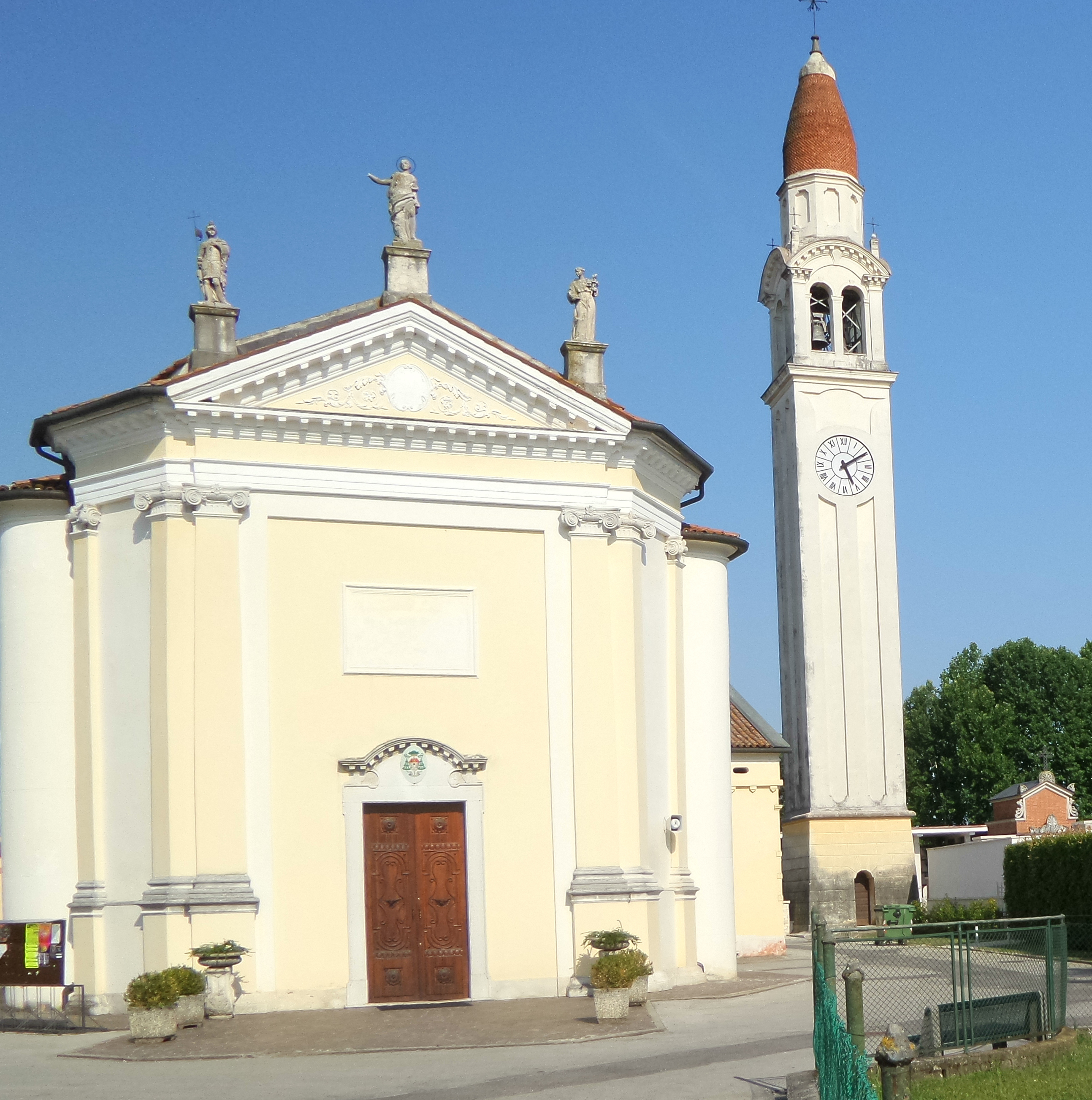
L'église de Schiavon

## Sport
- Mémorial Gerry Gasparotto

### Jumelages
Monte Belo do Sul (Brésil)

### Personnalités liées à la commune
- Pietro Parolin (Schiavon, 1955), secrétaire d'État du Vatican.
- Adriano Passuello